# Coilia
Coilia es un género de peces de la familia Engraulidae, del orden Clupeiformes. Este género marino fue descrito por primera vez en 1830 por John Edward Gray.

## Especies
Especies reconocidas del género:
- Coilia borneensis Bleeker, 1852
- Coilia brachygnathus Kreyenberg & Pappenheim, 1908
- Coilia coomansi Hardenberg, 1934
- Coilia dussumieri Valenciennes, 1848
- Coilia grayii J. Richardson, 1845
- Coilia lindmani Bleeker, 1858
- Coilia macrognathos Bleeker, 1852
- Coilia mystus (Linnaeus, 1758)
- Coilia nasus Temminck & Schlegel, 1846
- Coilia neglecta Whitehead, 1967
- Coilia ramcarati (F. Hamilton, 1822)
- Coilia rebentischii Bleeker, 1858
- Coilia reynaldi Valenciennes, 1848